# 枳縣
枳縣，秦代漢代屬巴郡，在秦，枳縣在江南。宋宣和元年，改武龍縣為枳縣。紹興元年依舊。